# Сокровищница (Вена)

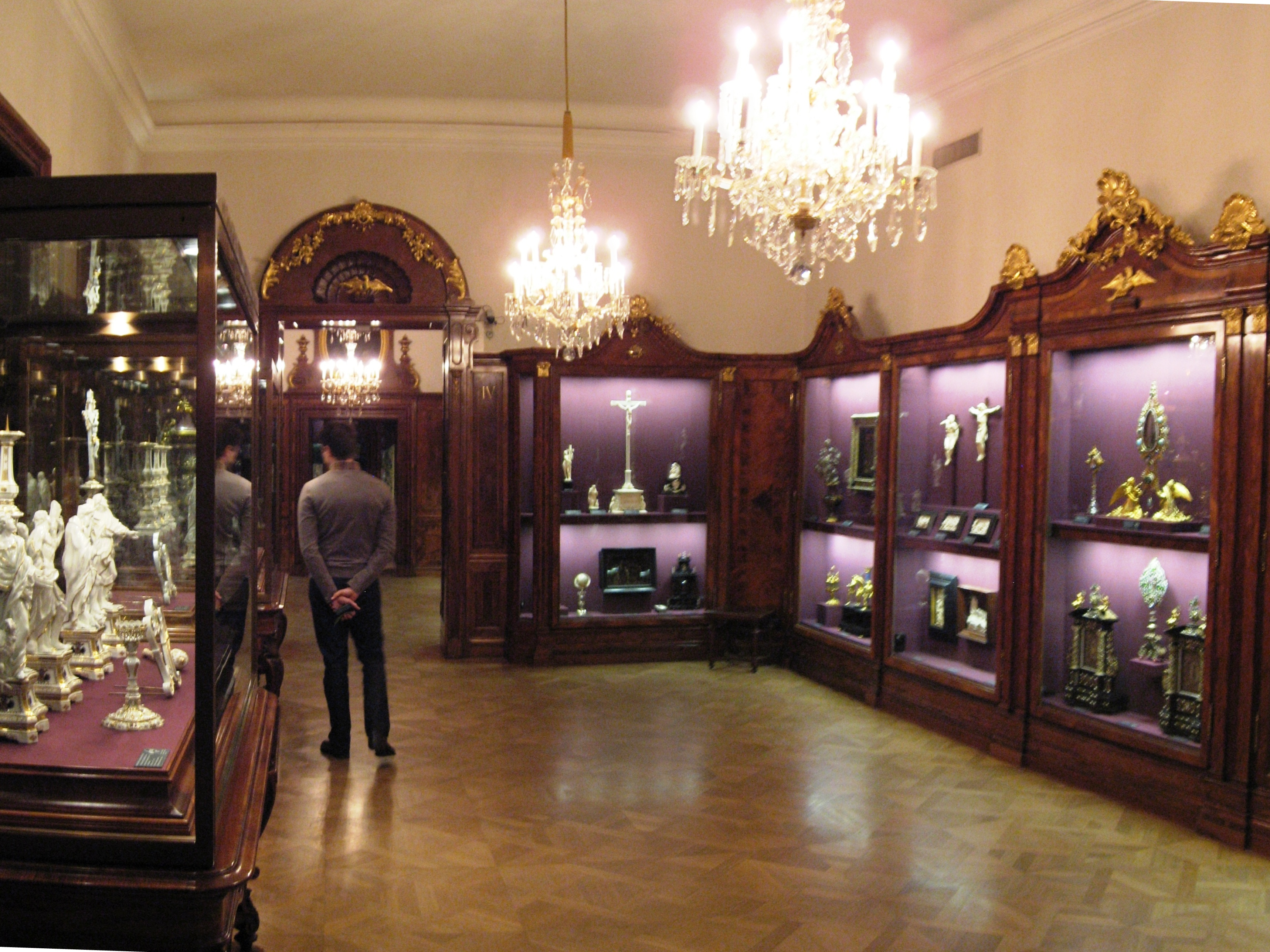
Интерьер сокровищницы

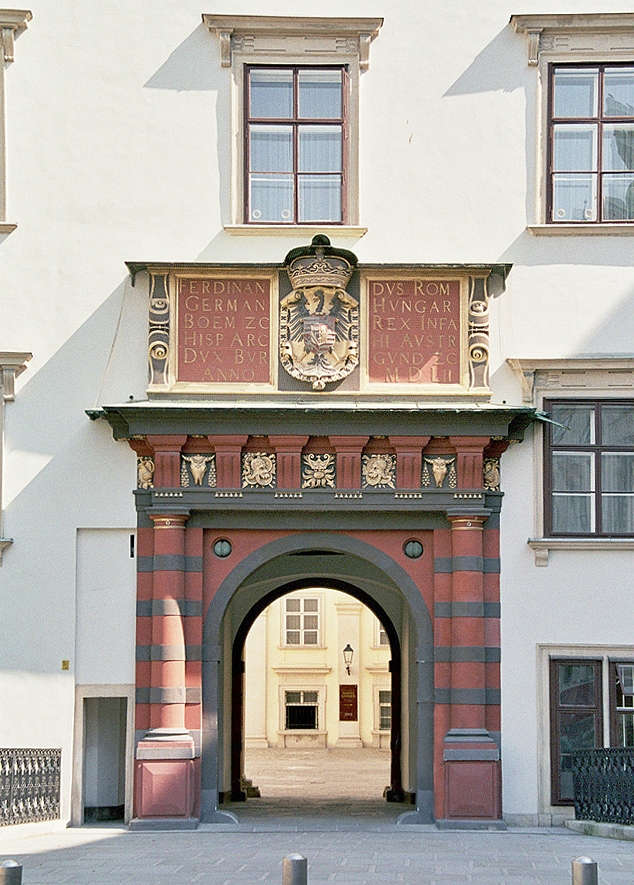
Швейцарские ворота в Швейцарский двор и сокровищницу

Венская сокровищница (нем. Schatzkammer) входит в состав собрания Габсбургов и включает в себя предметы, обладающие высочайшим династическим и религиозным значением. В связи с этим сокровищница делится на две части — религиозную и светскую. Сокровищница включена в фонды Музея истории искусств и размещается в Хофбурге на месте, где когда-то находилась церковь, от которой сохранилась неиспользуемая ныне кованая железная входная дверь с монограммой императора Священной Римской империи Карла VI.
Как и все светские сокровищницы, они были созданы, чтобы свидетельствовать о политической власти их владельцев. Церковная коллекция содержит многочисленные религиозные реликвии и сокровища.

## История коллекции
В 1556 году император Фердинанд I назначил своим антикваром и управляющим императорской сокровищницей в Хофбурге нюрнбергского знатока искусства Джакопо Страда. Коллекция, включавшая в себя картины, произведения художественного ремесла, объекты культа и регалии, хранилась по традиции в церкви Августинцев. При Марии Терезии сокровища короны были выделены из общей коллекции и выставлены на обозрение на месте, где сейчас находится религиозная часть сокровищницы. Такая реорганизация имела целью также отвлечь внимание от продажи части коллекции для финансирования войн против Пруссии. После распада Священной Римской империи в сокровищницу перешли имперские регалии, вывезенные от Наполеона в Нюрнберг и Ахен. С 1871 года наряду с другими предметами габсбургской коллекции в экспозицию Музея истории искусств и Музея естествознания были включены регалии империи и Австрии. После Первой мировой войны коллекция вновь подверглась реорганизации и переехала в современные помещения. Перед Второй мировой войной коллекция, согласно личному распоряжению Гитлера, была перевезена национал-социалистами в Нюрнберг. В апреле-мае 1945 года коллекция была захвачена американскими оккупационными войсками. В 1946 году коллекция была возвращена американцами в Вену.

## Состав сокровищницы
В 21 помещении выставлены светские и церковные ценности, украшения и сувениры, ранее находившиеся в собственности Габсбургов. В Светской сокровищнице находятся драгоценности императоров Священной Римской Империи X/XI вв. — имперские клейноды и так называемые Бургундские реликвии с регалиями ордена Золотого руна.
Сокровищница разделена на религиозную и светскую части.
В сокровищнице хранятся имперские клейноды:
- Имперская корона
- Имперский меч
- Имперский скипетр
- Имперская держава
- Копьё Судьбы
- Имперский крест